# Gare de Gamagōri
La gare de Gamagōri (蒲郡駅, Gamagōri-eki) est une gare ferroviaire de la ville de Gamagōri, dans la préfecture d'Aichi, au Japon. La gare est exploitée par les compagnies JR Central et Meitetsu.

## Situation ferroviaire
La gare de Gamagōri est située au point kilométrique (PK) 341,6 de la ligne principale Tōkaidō. Elle marque la fin de la ligne Meitetsu Gamagōri.

## Historique
La gare de Gamagōri a été inaugurée le 1er septembre 1888.

## Service des voyageurs

### Accueil
La gare dispose d'un bâtiment voyageurs, avec guichets, ouvert tous les jours.

### Desserte

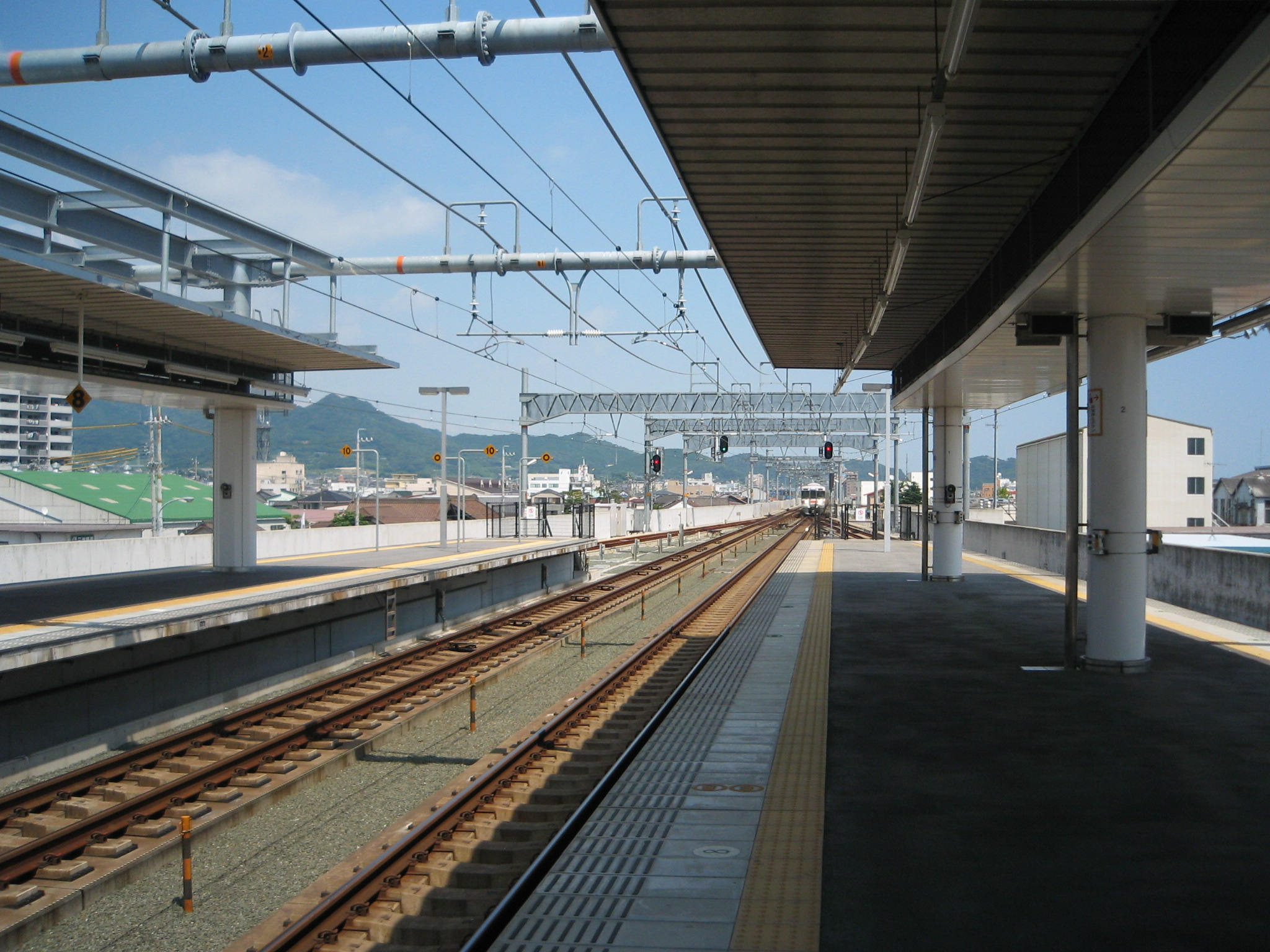
Vue des quais JR Central.

#### JR Central
- Ligne principale Tōkaidō :
  - voies 1 et 2 : direction Toyohashi et Hamamatsu
  - voies 3 et 4 : direction Okazaki et Nagoya

#### Meitetsu
- Ligne Meitetsu Gamagōri :
  - voies 1 et 2 : direction Kira Yoshida et Nishio